# Saison 1935-1936 de la Juventus FC
Maillots
Chronologie
Saison précédente Saison suivante
La saison 1935-1936 du Foot-Ball Club Juventus est la trente-quatrième de l'histoire du club, créé trente-neuf ans plus tôt en 1897.
Le club turinois prend part ici à la 36e édition du championnat d'Italie (7e de Serie A), ainsi qu'à la seconde édition de la Coupe d'Italie (en italien Coppa Italia).

## Historique
Ayant inscrits records sur records pendant plus d'une demi-décennie, le Foot-Ball Club Juventus quintuple champion en titre, sait cette année qu'il devra batailler pour entendre garder son scudetto.
En effet, le club du Piémont, désormais le plus soutenu de toute la péninsule, et l'un des plus titrés (le second derrière Genova 1893) arrive à la fin de sa période dorée, avec son cycle du Quinquennat d'or, période qui fut nommée ainsi à la suite des cinq championnats gagnés entre les saisons 1930-1931 et 1934-1935. De profonds changements interviennent au cours de cette nouvelle saison, qui s'annonce comme difficile.
En effet, la direction se retrouve veuve d'Edoardo Agnelli, président depuis son rachat du club en 1923, qui s'était beaucoup investit dans la société, et décédé soudainement en juillet 1935 d'un accident d'avion à 43 ans.
C'est un ancien joueur du club, Giovanni Mazzonis, qui prend donc pour cette nouvelle saison les rênes du club à la place d'Agnelli. Sur le banc, l'intérim en place depuis la deuxième mi-saison de l'année précédente, composé de Carlo Bigatto et Benedetto Gola, est également remplacé par le capitaine bianconero Virginio Rosetta, qui devient le troisième entraîneur-joueur de l'histoire du club, après l'écossais Billy Aitken.
Rosetta laisse donc logiquement son brassard de capitaine détenu depuis 6 ans à Luis Monti, l'un des rares principaux protagonistes du Quinquennio d'oro encore dans l'effectif, et également seul oriundo resté au club.
Côté effectif, la Juventus doit faire peau neuve à la suite du départ de nombre de ses joueurs cadres, et sort de son centre de formation un jeune défenseur talentueux, Pietro Rava. En attaque arrive également le frère aîné de Felice Borel, Aldo Borel I, ainsi qu'Umberto Menti.
La Juventus commence donc à l'automne 1935 sa Serie A, plus aussi sûre de sa force qu'auparavant, mais tout de même confiante.

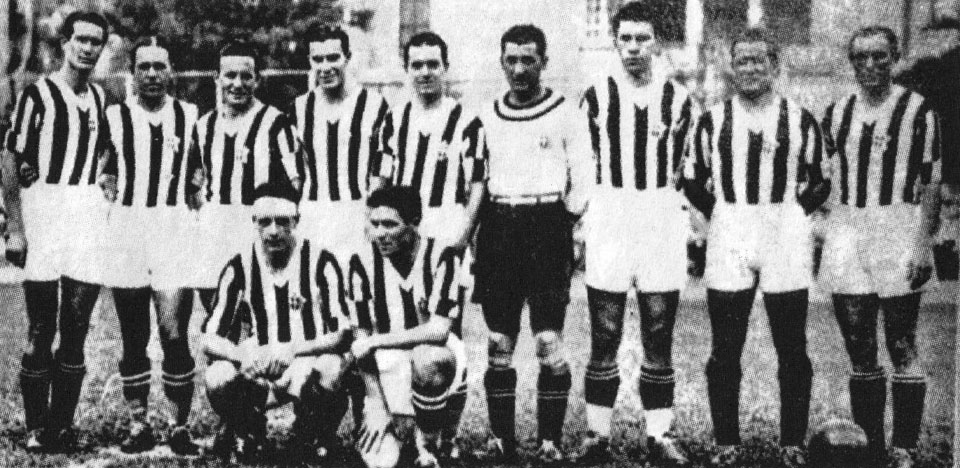
Les bianconeri au 5e rang en Serie A et éliminé en quarts-de-finale de la Coupe d'Italie.

La Vieille Dame commence sa nouvelle saison le dimanche 22 septembre 1935 à domicile lors d'une rencontre contre les sudistes de Palerme, et ne manquent par leur entrée en compétition en s'imposant 3-1, grâce à un doublé de Borel II puis un but de Menti. Pour le Derby de Turin de la semaine d'après contre Torino, les deux équipes se séparent sur le score nul de deux buts partout (réalisations de Varglien II et Monti). Après un début de saison plutôt convaincant, l'effectif juventino commence à partir de la 4e journée une série de quatre matchs nuls d'affilée, avant de subir une véritable déroute à l'extérieur contre l'Ambrosiana-Inter 4 buts à 0 à Milan. Les bianconeri se ressaisissent ensuite avec trois victoires et un nul avant la fin de l'année 1935. Le 5 janvier 1936, pour son premier match de l'année, la Juventus se déplace à Brescia pour battre les lombards 1 but à 0 (but de Gabetto). Deux semaines plus tard lors de la première confrontation de la phase retour, les palermitains se vengent et battent Madame un but à rien sur leurs terres. La Juve n'arrive ensuite plus à enchaîner les victoires, avec des résultats en dents de scie, mais le 15 mars pour le compte de la 23e journée, l'effectif turinois bat l'Ambrosiana 1-0 avec un but de Serantoni. Deux semaines plus tard, le club bianconero est battu chez lui au Stadio Benito Mussolini contre la Roma par 3 buts à 1 malgré un but juventino de Gabetto (la Juve n'avait plus perdue à domicile depuis la saison 1931-1932). Le 26 avril, la Juventus remporte sa plus grosse victoire de la saison en allant s'imposer 7 buts à 2 contre le Sampierdarenese à Turin (quadruplé de Gabetto, doublé de Varglien II et un but de Varglien I). Pour le dernier match de la saison comptant pour la 30e journée, les piémontais se déplacent à Alexandrie mais sont défaits 3 à 2 au Stadio del Littorio (buts bianconeri de Gabetto).
Guglielmo Gabetto finit cette saison avec son compteur de 20 buts inscrits en Serie A, second meilleur buteur de la compétition, mais les 35 points inscrits par le FBC Juventus (seulement 13 victoires, 9 nuls et 8 défaites) ne permettent à la Vieille Dame de ne terminer qu'à la 5e place, plus mauvaise performance du club depuis l'instauration de ce championnat à tour unique.
L'effectif à pourtant cette saison l'occasion de se racheter, avec la participation du club à la Coupe d'Italie, jouée pour la première fois depuis 9 ans. Les Turinois commencent le tournoi en seizième-de-finale en s'imposant 4 buts à 1 à Sanremo en Ligurie (buts de Monti, Gabetto et Varglien II). Au tour suivant, la Juve se déplace à nouveau et s'impose sur le plus petit des scores grâce à Diena contre son rival milanais de l'Ambrosiana-Inter, mais est arrêtée en quarts par la Fiorentina qui les battent à Turin 3 à 1 (malgré une réalisation juventina de Varglien II).
L'après Edoardo Agnelli fut en réalité plus dur que prévu, le club n'étant plus décisif sur tous les fronts, et son stade n'étant plus une forteresse imprenable.
Toujours dans une période de Nazio-Juve, à noter également que deux bianconeri (Alfredo Foni et Pietro Rava) remportèrent avec l'équipe italienne olympique la médaille d'or aux Jeux olympiques de 1936 à Berlin.

## Déroulement de la saison

### Résultats en championnat
- Phase aller

| dimanche 22 septembre 1935 1re journée | Juventus                            | 3 - 1 | Palerme     | Stadio Benito Mussolini, Turin 15h30 Arbitre : Sassi |
| dimanche 22 septembre 1935 1re journée | Borel II 39e 47e (pen.) · Menti 62e |       | 56e Palumbo | Stadio Benito Mussolini, Turin 15h30 Arbitre : Sassi |

| dimanche 29 septembre 1935 2e journée | Torino                 | 2 - 2 | Juventus                    | Stadio Filadelfia, Turin 15h30 Arbitre : Bevilacqua |
| dimanche 29 septembre 1935 2e journée | Galli 26e · Silano 49e |       | 28e Varglien II · 32e Monti | Stadio Filadelfia, Turin 15h30 Arbitre : Bevilacqua |

| dimanche 6 octobre 1935 3e journée | Juventus         | 2 - 1 | Lazio        | Stadio Benito Mussolini, Turin 15h00 Arbitre : Scorzoni |
| dimanche 6 octobre 1935 3e journée | Borel II 35e 80e |       | 38e Visentin | Stadio Benito Mussolini, Turin 15h00 Arbitre : Scorzoni |

| dimanche 13 octobre 1935 4e journée | Genova        | 1 - 1 | Juventus     | Stade Luigi-Ferraris, Gênes 15h00 Arbitre : Mazzarini |
| dimanche 13 octobre 1935 4e journée | Libonatti 41e |       | 56e Borel II | Stade Luigi-Ferraris, Gênes 15h00 Arbitre : Mazzarini |

| dimanche 20 octobre 1935 5e journée | Juventus | 0 - 0 | Bologne | Stadio Benito Mussolini, Turin 15h00 Arbitre : Gianelli |
| dimanche 20 octobre 1935 5e journée |          |       |         | Stadio Benito Mussolini, Turin 15h00 Arbitre : Gianelli |

| dimanche 3 novembre 1935 6e journée | Fiorentina     | 1 - 1 | Juventus       | Stadio Giovanni Berta, Florence 14h30 Arbitre : Scotto |
| dimanche 3 novembre 1935 6e journée | Scagliotti 55e |       | 21e Varglien I | Stadio Giovanni Berta, Florence 14h30 Arbitre : Scotto |

| dimanche 10 novembre 1935 7e journée | Juventus | 0 - 0 | Bari | Stadio Benito Mussolini, Turin 14h30 Arbitre : Salvatori |
| dimanche 10 novembre 1935 7e journée |          |       |      | Stadio Benito Mussolini, Turin 14h30 Arbitre : Salvatori |

| dimanche 17 novembre 1935 8e journée | Ambrosiana-Inter                    | 4 - 0 | Juventus | Arena du Milano, Milan 14h30 Arbitre : Dattilo |
| dimanche 17 novembre 1935 8e journée | Mascheroni 10e · Meazza 13e 72e 79e |       |          | Arena du Milano, Milan 14h30 Arbitre : Dattilo |

| dimanche 1er décembre 1935 9e journée | Juventus            | 3 - 0 | Triestina | Stadio Benito Mussolini, Turin 14h30 Arbitre : Levrero |
| dimanche 1er décembre 1935 9e journée | Gabetto 42e 82e 89e |       |           | Stadio Benito Mussolini, Turin 14h30 Arbitre : Levrero |

| dimanche 8 décembre 1935 10e journée | Roma          | 1 - 1 | Juventus  | Campo Testaccio, Rome 14h30 Arbitre : Scorzoni |
| dimanche 8 décembre 1935 10e journée | D'Alberto 71e |       | 57e Cason | Campo Testaccio, Rome 14h30 Arbitre : Scorzoni |

| dimanche 15 décembre 1935 11e journée | Naples | 0 - 1              | Juventus | Stadio Partenopeo, Naples 14h30 Arbitre : Pizziolo |
| dimanche 15 décembre 1935 11e journée |        | 69e (csc) Fenoglio |          | Stadio Partenopeo, Naples 14h30 Arbitre : Pizziolo |

| dimanche 22 décembre 1935 12e journée | Juventus                                   | 3 - 1 | Milan       | Stadio Benito Mussolini, Turin 14h30 Arbitre : Sassi |
| dimanche 22 décembre 1935 12e journée | Cason 55e (pen.) · Menti 60e · Borel I 65e |       | 81e Moretti | Stadio Benito Mussolini, Turin 14h30 Arbitre : Sassi |

| mardi 31 décembre 1935 13e journée | Sampierdarenese | 0 - 1       | Juventus | Stadio del Littorio, Gênes 14h30 Arbitre : Scarpi |
| mardi 31 décembre 1935 13e journée |                 | 88e Gabetto |          | Stadio del Littorio, Gênes 14h30 Arbitre : Scarpi |

| dimanche 5 janvier 1936 14e journée | Brescia | 0 - 1      | Juventus | Stadio Comunale, Brescia 14h30 Arbitre : Barlassina |
| dimanche 5 janvier 1936 14e journée |         | 4e Gabetto |          | Stadio Comunale, Brescia 14h30 Arbitre : Barlassina |

| dimanche 12 janvier 1936 15e journée | Juventus                                              | 4 - 0 | Alexandrie | Stadio Benito Mussolini, Turin 14h30 Arbitre : Mazzarini |
| dimanche 12 janvier 1936 15e journée | Foni 34e · Gabetto 60e · Monti 62e · Cason 70e (pen.) |       |            | Stadio Benito Mussolini, Turin 14h30 Arbitre : Mazzarini |

- Phase retour

| dimanche 26 janvier 1936 16e journée | Palerme        | 1 - 0 | Juventus | Stadio Littorio, Palerme 14h30 Arbitre : Caironi |
| dimanche 26 janvier 1936 16e journée | De Manzano 68e |       |          | Stadio Littorio, Palerme 14h30 Arbitre : Caironi |

| dimanche 2 février 1936 17e journée | Juventus               | 2 - 1 | Torino | Stadio Benito Mussolini, Turin 14h30 Arbitre : Ciamberlini |
| dimanche 2 février 1936 17e journée | Gabetto 7e · Cason 41e |       | Bo 26e | Stadio Benito Mussolini, Turin 14h30 Arbitre : Ciamberlini |

| dimanche 9 février 1936 18e journée | Lazio                                  | 3 - 0 | Juventus | Stadio Nazionale del P.N.F., Rome 14h30 Arbitre : Scotto |
| dimanche 9 février 1936 18e journée | Guarisi 20e · Levratto 81e · Piola 45e |       |          | Stadio Nazionale del P.N.F., Rome 14h30 Arbitre : Scotto |

| dimanche 16 février 1936 19e journée | Juventus                         | 4 - 0 | Genova | Stadio Benito Mussolini, Turin 15h00 Arbitre : Scarpi |
| dimanche 16 février 1936 19e journée | Gabetto 3e 54e 59e · Borel I 36e |       |        | Stadio Benito Mussolini, Turin 15h00 Arbitre : Scarpi |

| dimanche 23 février 1936 20e journée | Bologne                   | 2 - 1 | Juventus    | Stadio Littoriale, Bologne 15h00 Arbitre : Mazzarini |
| dimanche 23 février 1936 20e journée | Schiavio 26e · Ottani 36e |       | Gabetto 42e | Stadio Littoriale, Bologne 15h00 Arbitre : Mazzarini |

| dimanche 1er mars 1936 21e journée | Juventus | 0 - 0 | Fiorentina | Stadio Benito Mussolini, Turin 15h00 Arbitre : Scorzoni |
| dimanche 1er mars 1936 21e journée |          |       |            | Stadio Benito Mussolini, Turin 15h00 Arbitre : Scorzoni |

| dimanche 8 mars 1936 22e journée | Bari       | 1 - 1 | Juventus        | Stadio della Vittoria, Bari 15h00 Arbitre : Dattilo |
| dimanche 8 mars 1936 22e journée | Ferrero 8e |       | Varglien II 12e | Stadio della Vittoria, Bari 15h00 Arbitre : Dattilo |

| dimanche 15 mars 1936 23e journée | Juventus      | 1 - 0 | Ambrosiana-Inter | Stadio Benito Mussolini, Turin 15h00 Arbitre : Ciamberlini |
| dimanche 15 mars 1936 23e journée | Serantoni 62e |       |                  | Stadio Benito Mussolini, Turin 15h00 Arbitre : Ciamberlini |

| dimanche 22 mars 1936 24e journée | Triestina  | 1 - 0 | Juventus | Stadio Littorio, Trieste 15h00 Arbitre : Pizziolo |
| dimanche 22 mars 1936 24e journée | Chizzo 44e |       |          | Stadio Littorio, Trieste 15h00 Arbitre : Pizziolo |

| dimanche 29 mars 1936 25e journée | Juventus    | 1 - 3 | Roma                               | Stadio Benito Mussolini, Turin 15h00 Arbitre : Scotto |
| dimanche 29 mars 1936 25e journée | Gabetto 27e |       | 3e Cattaneo · 12e 73e Di Benedetti | Stadio Benito Mussolini, Turin 15h00 Arbitre : Scotto |

| dimanche 12 avril 1936 26e journée | Juventus                        | 2 - 2 | Naples                       | Stadio Benito Mussolini, Turin 15h30 Arbitre : Gianelli |
| dimanche 12 avril 1936 26e journée | Serantoni 32e · Varglien II 78e |       | 30e (csc) Monti · 77e Busoni | Stadio Benito Mussolini, Turin 15h30 Arbitre : Gianelli |

| dimanche 19 avril 1936 27e journée | Milan                    | 2 - 1 | Juventus    | Stadio San Siro, Milan 15h30 Arbitre : Scarpi |
| dimanche 19 avril 1936 27e journée | Arcari 41e · Spinola 82e |       | 86e Gabetto | Stadio San Siro, Milan 15h30 Arbitre : Scarpi |

| dimanche 26 avril 1936 28e journée | Juventus                                                       | 7 - 2 | Sampierdarenese             | Stadio Benito Mussolini, Turin 15h30 Arbitre : Bevilacqua |
| dimanche 26 avril 1936 28e journée | Gabetto 10e 12e 40e 88e · Varglien II 32e 83e · Varglien I 59e |       | 63e Busini · 72e Cappellini | Stadio Benito Mussolini, Turin 15h30 Arbitre : Bevilacqua |

| dimanche 3 mai 1936 29e journée | Juventus    | 1 - 0 | Brescia | Stadio Benito Mussolini, Turin 15h30 Arbitre : Zelocchi |
| dimanche 3 mai 1936 29e journée | Gabetto 60e |       |         | Stadio Benito Mussolini, Turin 15h30 Arbitre : Zelocchi |

| dimanche 10 mai 1936 30e journée | Alexandrie                           | 3 - 2 | Juventus        | Stadio del Littorio, Alexandrie 15h30 Arbitre : Gonani |
| dimanche 10 mai 1936 30e journée | Croce 8e · Riccardi 45e · Busani 49e |       | 46e 73e Gabetto | Stadio del Littorio, Alexandrie 15h30 Arbitre : Gonani |

#### Classement
|  |    | Classement final 1935-1936 | Pts | MJ | V  | N  | D | BP | BC | Dif |
|  | -- | -------------------------- | --- | -- | -- | -- | - | -- | -- | --- |
|  | 1. | Bologne                    | 40  | 30 | 15 | 10 | 5 | 39 | 21 | +18 |
|  | 2. | Roma                       | 39  | 30 | 16 | 7  | 7 | 32 | 20 | +12 |
|  | 3. | Torino                     | 38  | 30 | 16 | 6  | 8 | 49 | 33 | +16 |
|  | 4. | Ambrosiana-Inter           | 36  | 30 | 14 | 8  | 8 | 61 | 34 | +27 |
|  | 5. | Juventus                   | 35  | 30 | 13 | 9  | 8 | 46 | 33 | +13 |

### Résultats en coupe
- 16e-de-finale

| jeudi 25 décembre 1935 | Sanremese   | 1 - 4 | Juventus                                      | Stadio comunale, San Remo 14h30 Arbitre : Mazzarini |
| jeudi 25 décembre 1935 | Ferrari 55e |       | 33e Monti · 37e 76e Gabetto · 38e Varglien II | Stadio comunale, San Remo 14h30 Arbitre : Mazzarini |

- 8e-de-finale

| jeudi 21 mai 1936 | Ambrosiana-Inter | 0 - 1     | Juventus | Arena du Milano, Milan 15h30 Arbitre : Dattilo |
| jeudi 21 mai 1936 |                  | 79e Diena |          | Arena du Milano, Milan 15h30 Arbitre : Dattilo |

- Quarts-de-finale

| dimanche 24 mai 1936 | Juventus        | 1 - 3 | Fiorentina                                  | Stadio Filadelfia, Turin 17h00 Arbitre : Scarpi |
| dimanche 24 mai 1936 | Varglien II 16e |       | 75e Perazzolo · 83e Scagliotti · 86e Comini | Stadio Filadelfia, Turin 17h00 Arbitre : Scarpi |

### Matchs amicaux
| mercredi 11 septembre 1935 | Juventus         | 4 - 2 | Biellese         |  |
| mercredi 11 septembre 1935 | Buteurs inconnus |       | Buteurs inconnus |  |

| dimanche 15 septembre 1935 | Genoa          | 1 - 2 | Juventus         |  |
| dimanche 15 septembre 1935 | Buteur inconnu |       | Buteurs inconnus |  |

| lundi 28 octobre 1935 | Biellese       | 1 - 0 | Juventus |  |
| lundi 28 octobre 1935 | Buteur inconnu |       |          |  |

| jeudi 12 décembre 1935 | Faul Viterbo | 0 - 5            | Juventus |  |
| jeudi 12 décembre 1935 |              | Buteurs inconnus |          |  |

| jeudi 16 avril 1936 | Juventus         | 6 - 1 | Biellese       |  |
| jeudi 16 avril 1936 | Buteurs inconnus |       | Buteur inconnu |  |

#### Trofeo Medaglia d'oro Caimi
| dimanche 8 septembre 1935 | Ambrosiana-Inter | 0 - 0 | Juventus |  |
| dimanche 8 septembre 1935 |                  |       |          |  |

## Effectif du club
Effectif des joueurs du Foot-Ball Club Juventus lors de la saison 1935-1936.

## Buteurs
Voici ici les buteurs du Foot-Ball Club Juventus toute compétitions confondues.
| 22 buts - Guglielmo Gabetto 7 buts - Giovanni Varglien 5 buts - Felice Borel 4 buts - Lino Cason | 3 buts - Luis Monti 2 buts - Aldo Borel - Umberto Menti - Pietro Serantoni - Mario Varglien 1 but - Armando Diena - Alfredo Foni |